# Который возвращается
«Кото́рый возвраща́ется» — первый студийный альбом поп-рок-группы «Високосный год». Издан в мае 2000 года фирмой «Пролог-мьюзик». Несколько песен из альбома («Лучшая песня о любви», «Метро», «Тихий огонёк») стали популярными и даже народными, а песня «Тихий огонёк» долгое время была основной музыкальной темой сериала «Дальнобойщики».

## История
Первые песни для данного альбома, «Лучшая песня о любви» и «Тихий огонёк», были задуманы ещё в середине 1990-х годов, когда саунд-продюсером группы был Александр Кутиков. Интенсивная запись альбома наступила уже в конце десятилетия. Ради этого была перезаписана песня «Лучшая песня о любви», которая уже успела прозвучать на радио и на которую был снят клип.
В марте 2000 года была записана песня «Метро», а уже в ночь на 5 апреля состоялась её премьера на «Авторадио».
В этом же году с песней «Метро» группа ротируется на всех ведущих московских радиостанциях, в том числе на «Нашем радио». Там же, в хит-параде «Чартова дюжина», группа занимает с этой песней первое место, и остаётся на вершине в течение семи недель.
В октябре того же 2000 года группа получает приглашение от Аллы Пугачёвой принять участие в «Рождественских встречах», где удостаивается чести исполнить целых две песни («Лучшая песня о любви», «Метро»). Выступление в «Рождественских встречах» приносит группе всенародный успех.
По неофициальным данным, к 2002 году стал платиновым. С 2004 года выпускается «Фирмой грамзаписи Никитин», которая в 2007 году вручила группе «Високосный год» «Золотой диск» от национальной федерации производителей фонограмм.

## Отзывы
Калинников и компания должны стоять на отдельной полочке, к которой так и хочется прикрепить листочек с надписью «акурок». Слово придумала группа «Несчастный случай», пытаясь найти ответ на вечный вопрос «ваш музыкальный стиль». Термин, сокращение от «акустический рок», тогда не прижился, но «Високосный год» дает «акурку» («акуроку») еще один шанс. Впитав соки лучших бардов и самых тихих русских рокеров, группа стремится в основоположники нового стиля. По крайней мере, рок-музыку снова захотелось слышать звучащей под гитару и тихий голос. Слова «какая, в сущности, смешная вышла жизнь/хотя что может быть красивее/чем сидеть на облаке и свесив ножки вниз/друг друга называть по имени» иначе спеть и нельзя.Алексей Мажаев, InterMedia 
Сложно вспомнить, кто еще в 1990-е и 2000-е умел так доходчиво и лаконично рассказывать истории в песнях. Поэтическая интонация Ильи Калинникова — это голос московского, именно московского интеллигента, пытающегося уберечь в большом городе «тихий огонек» своей души, попросту — остаться человеком.Борис Барабанов, Коммерсантъ 
«Високосный год» можно было бы причислить к феномену «групп одного хита», но только с той поправкой, что это группа одного альбома, где практически все песни — хиты. [...] Музыкальная мода скоротечна, а уж тем более, когда артист долго не выпускает новый материал, его быстро забывают. Но те немногие песни Калинникова конца 1990-х — начала 2000-х оказались удивительно живучими, если и через 20 лет при одном только упоминании «Високосного года» в голове сразу всплывают давно знакомые мелодии и заученные наизусть строчки.Александр Филимонов, Meduza 

## Список композиций
Автор всех текстов и музыки — Илья Калинников, кроме указанного особо
| №   | Название               | Текст песни                    | Музыка        | Длительность |
| --- | ---------------------- | ------------------------------ | ------------- | ------------ |
| 1.  | «Лучшая песня о любви» |                                |               | 2:56         |
| 2.  | «Метро»                |                                |               | 3:52         |
| 3.  | «Некий никто»          | Борис Баженов                  | Борис Баженов | 3:06         |
| 4.  | «Фонарики»             |                                |               | 3:50         |
| 5.  | «21-й встречный»       | Илья Калинников, Павел Серяков |               | 3:57         |
| 6.  | «Шестой день осени»    |                                |               | 4:48         |
| 7.  | «Тихий огонёк»         |                                |               | 4:22         |
| 8.  | «Прилёг и задремал»    |                                |               | 3:57         |
| 9.  | «Подожди (live)»       |                                |               | 2:40         |
| 10. | «16:37»                |                                |               | 4:30         |
| 11. | «MetroJazz»            |                                |               | 6:09         |

| №   | Название                     | Длительность |
| --- | ---------------------------- | ------------ |
| 12. | «Кино (полная версия, 2002)» | 2:38         |

| №   | Название                                       | Длительность |
| --- | ---------------------------------------------- | ------------ |
| 13. | «Лучшая песня о любви (Кутиков edition, 1997)» | 3:18         |
| 14. | «Флеккефьорд (архив, 1997)»                    | 4:08         |
| 15. | «Метро.Band.2007»                              | 3:51         |

## Участники записи
- Илья Калинников — вокал, акустическая гитара, ритм-гитара, соло-гитара (2, 4, 11)
- Илья Сосницкий — клавишные, аккордеон (5), бэк-вокал, соло-гитара (9, 12)
- Дмитрий Гугучкин — соло-гитара (кроме 2, 4, 9, 11), бас-гитара и ритм-гитара (15)
- Павел Серяков — бас-гитара, бэк-вокал
- Евгений «Ыч» Соловьёв — ремикс (11)
- Юрий Сапрыкин — чтение (11)
- Борис Баженов — голос (3)
- Трио п/у Андрея Карсавина — духовые инструменты (9)

### Другие музыканты, принимавшие участие в записи альбома
- Илья «Зиновий» Муртазин — клавишные (15)
- Михаил Митин — ударные (15)
- Юрий Вантеев — труба (15)
- Ренат Халимдаров — тромбон (15)

### Технический персонал
- Запись и сведение — Илья Калинников, «ДА-студия»
- Оформление — Светлана Абашкина, Илья Калинников
- Продюсеры — Илья Калинников, Илья Сосницкий, Павел Серяков
- Исполнительный продюсер — Мария Хопенко (2000, 2002), Алексей Никитин (2007), Александр Супрун (2007)

Запись сделана в период 1998—2000 г. на «ДА-студия», г. Фрязино